# アラル (神)
アラル（英：Alalu）は、 ヒッタイト神話における原初の神であり、天を治める最高神。

## 誕生
伝承によれば、黒海の南からやってきたとされている。

## 概要
天国の王であるアラル神は側近にのちに王となるアヌ神を従えている。アヌ神はアラル神に杯を捧げる役割についていた。(アラル神が王座に座っているとき、『神々の筆頭なるいと畏きアヌがその前にきて、深く頭をたれ、杯を手渡して飲むようにうながした。』)
しかし、アラル神による統治は後に、側近であるアヌ神によるクーデターにより、9年間で終わってしまう。その後、アラル神は地の国(黄泉の国）へと逃亡する。
次王アヌ神もまた9年間の統治の後にクマルビ神に王座を追われる。